# Robert Tigges
Robert Tigges (Heerlen, 26 oktober 1984) is een Nederlands hockeyer. Tigges speelde tot dusver 2 interlands voor de Nederlandse hockeyploeg. Die speelde hij in 2010 op een oefentoernooi in Hamburg. Tigges is daarnaast zaalinternational.
In zijn jeugd speelde Tigges bij VMHC Pollux en HC Rotterdam. De aanvaller debuteerde in 2002 in het eerste van de Rotterdamse club. In de zomer van 2009 verruilde hij Rotterdam voor Amsterdam H&BC. In 2011 en 2012 werd hij landskampioen met die club.